# Klioni (Saràtov)
|  | Per a altres significats, vegeu «Klioni». |

Klioni (en rus: Клёны) és un poble de l'óblast de Saràtov, a Rússia, segons el cens del 2010 tenia 60 habitants. Pertany al districte municipal de Volsk.